# Агнесса (дочь Владислава II)
Анежка Пршемысловна (чеш. Anežka Přemyslovna; XII век — 7 июня 1228) — чешская княжна, представительница династии Пршемысловичей.
Старшая дочь короля Чехии Владислава II и его первой жены Гертруды фон Бабенберг, дочери маркграфа Австрии Леопольда III Святого и Агнессы Немецкой.
Сестра Фридриха, князя Чехии (1172—1173 и 1178—1189).
В молодости была отдана под опеку Доксанского монастыря. В 1200 по настоянию сводного брата Пржемысла Отакара I стала настоятельницей (аббатисой) бенедиктинского монастыря святого Георгия в Пражском Граде.
Во время правления Агнесса реконструировала монастырь и перенесла туда останки убитых в 995 году братьев святого Адальберта Пражского.
Умерла в июне 1228 и была похоронена в монастыре святого Георгия в крипте Девы Марии.